# Shoggoth
Shoggoth är en fiktiv ras av enorma varelser skapade av H. P. Lovecraft.
Shoggother (engelska Shoggoths) nämndes för första gången i Lovecrafts roman "Vansinnets berg" (1936). De är stora protoplasmiska varelser, skapade av och tillika slavar åt "de gamla" (Old Ones), kallas även "uråldriga tingestar" (Elder Things) i Cthulhu-mytologin. De gamla var utomjordiska gudalika varelser som byggde städer under Antarktis under förhistorien.
Enligt Cthulhu-mytologin kan shoggothernas existens gett upphov till Ubbo-Sathla - en gudalik varelse som skapade allt liv på jorden. Shoggotherna anses vara bland de mest fasansfulla varelserna i Cthulhu-mytologin och de kan kännas igen på långt håll av deras enformiga monotona rop: "Tekeli-li!".